# William Dance
William Dance   (20 de desembre de 1755 - 5 de juny de 1840) va ser un pianista i violinista anglès.
William Dance era el net de l'arquitecte George Dance (c.1694–1768). El seu pare va ser l'actor James Dance (1721-1774) i la seva mare pot ser l'esposa de James, Elizabeth o l'actriu Mrs Love.
Dance va estudiar el piano sota Theodore Aylward senior (1730 - 1801) i el violí sota Baumgarten. Més tard va estudiar amb el reconegut Felice Giardini. Dance va tocar el violí a l'orquestra del ""Theatre Royal, Drury Lane"" entre 1771 i 1774 i en l'orquestra del ""King's Theatre" 1775–1793.
Va ser violinista principal al "Teatre Haymarket" durant les temporades estiuenques (1784–90) i en la commemoració de Handel a l'Abadia de Westminster el 1790. William Dance no es va considerar mai solista al violí, però William Thomas Parke, que havia estat alumne seu, va elogiar sempre el seu "gran saber i execució al piano".
Cap al 1800 va renunciar a representacions públiques i es va convertir en un notable professor de música a Londres. El 1813 Dance va proposar una reunió que va conduir a la fundació de la Societat Filharmònica. Es va convertir en director i tresorer de la societat fins a la seva mort.
Cap a 1812 va conèixer a Michael Faraday, llavors un jove i brillant ajudant desconegut en una llibreria de Southwark interessada en la millora personal i la ciència. Dance el va acompanyar proporcionant entrades a la gent perquè assistís a conferències a la Royal Institution.

## Treballs publicats
- Sis lliçons per al clavecí o el piano-Forte, datades al voltant del 1780
- En diverses edicions posteriors, cançons, preludis, fantasies, variacions i nombroses sonates per a piano, incloent l'op. 4 (1805).